# Hans Joachim Schrimpf
Hans Joachim Schrimpf (* 28. März 1927 in Mülheim an der Ruhr; † 14. April 2003 in New York City) war ein deutscher Germanist.

## Leben
Er studierte von 1946 bis 1951 Deutsch und Englisch in Münster, Bonn, Köln und Sheffield. An der Universität Münster wurde er am 8. Dezember 1951 promoviert und arbeitete dort und in Bonn bis 1962 als wissenschaftlicher Assistent bei Benno von Wiese. 1962 wurde er außerordentlicher Professor an der Universität Münster. 1964 wurde er an die Ruhr-Universität Bochum berufen.

## Schriften (Auswahl)
- Das Weltbild des späten Goethe. Überlieferung und Bewahrung in Goethes Alterswerk. Stuttgart 1956, OCLC 12610891.
- Lessing und Brecht. Von der Aufklärung auf dem Theater. Pfullingen 1965, OCLC 460329645.
- Der Schriftsteller als öffentliche Person. Von Lessing bis Hochhuth. Beiträge zur deutschen Literatur. Berlin 1977, ISBN 3-503-01247-8.
- Karl Philipp Moritz. Stuttgart 1980, ISBN 3-476-10195-9.